# Panya Singprayool-Dinmuong
Panya Singprayool-Dinmuong (thailändisch ปัญญา•ซึ่งประยูร-ดินม่วง; * 17. April 1950) ist ein ehemaliger thailändischer Radrennfahrer.

## Sportliche Laufbahn
Singprayool-Dinmuong war im Straßenradsport aktiv und Teilnehmer der Olympischen Sommerspiele 1972 in München. Im olympischen Straßenrennen schied er aus. Im Mannschaftszeitfahren kam Thailand mit Sataporn Kantasa-Ard, Pinit Koeykorpkeo, Sivaporn Ratanapool und Panya Singprayool-Dinmuong auf den 34. und damit vorletzten Rang des Rennens.
Er war auch Teilnehmer der Olympischen Sommerspiele 1976 in Montreal. Im Mannschaftszeitfahren kam Thailand mit Sucheep Likittay, Chartchai Juntrat, Panya Singprayool-Dinmuong und Prajin Rungrote auf den 25. Rang. Das olympische Straßenrennen beendete er nicht.